# 滕矢初
滕矢初（1947年9月—），汉族，中国指挥家、演奏家，第十一届全国政协委员。
担任中国广播艺术团一级指挥。2008年，当选第十一届全国政协委员，代表文化艺术界，分入第二十八组。并担任文史和学习委员会专委。